# TruceKlan
Il TruceKlan è un collettivo hip hop italiano nato a Roma nel 2003 dall'incontro di vari artisti musicali della scena romana per descrivere il loro contesto sociale, il disagio e la quotidianità che li rappresenta. Ha collaborato con diversi esponenti della scena hip hop italiana, come la Dogo Gang, Fabri Fibra, Inoki, Danno ed è considerato uno dei gruppi più importanti dell'hip hop italiano.

## Storia del gruppo

### Origini eMinistero dell'inferno
Il TruceKlan è nato nel 2003 dall'unione di due gruppi musicali, i Truceboys, composto da Gel, Metal Carter, Noyz Narcos e Cole, autori dell'EP omonimo nel 2000 e l'album Sangue nel 2003, e dagli In the Panchine, composto da Cole, Gemello, Chicoria e Benassa, autori poi di due album, l'omonimo d'esordio nel 2005, e poi In the Panchine 2, uscito nel 2010. Intorno allo stesso periodo di fondazione del collettivo si sono aggregati anche i componenti del gruppo Jagermasterz (Benetti DC, Mystic One) e i rapper Gast, Duke Montana, Mr. P, 1zucker0 e Zinghero. Dal lato della produzione si sono invece aggiunti Lou Chano, DJ Sano Volcano, 3FX, Fuzzy, DJ Gengis, Rough, Giordy Beatz (scomparso nel marzo 2010), Meme, DJ Sine, Marco Tozzi e Low Killa.
Nel 2008 il collettivo ha pubblicato attraverso la Propaganda Records il loro unico album in studio Ministero dell'inferno, presentato dal vivo per la prima volta in concerto a Milano. Tra il 2008 e il 2010, successivamente alla pubblicazione dell'album, partecipano più volte al MI AMI Festival.

### Voci su un presunto arresto
Nel 2009, un maxi blitz della polizia di Roma, ha portato a 18 arresti tra rapper e writer, tutti quanti legati al mondo della musica e delle droghe. Il 18 settembre 2009, alcuni telegiornali nazionali hanno esplicitato l'arresto di molti esponenti del mondo hip hop romano, affermando che molti dei componenti del TruceKlan fossero stati arrestati. La Propaganda Team ha tuttavia smentito le voci sull'arresto di Noyz Narcos, spiegando che egli è stato soltanto indagato perché conoscente di implicati nell'indagine.

### Diverbi con Frankie hi-nrg mc
In seguito all'arresto di alcuni membri del collettivo avvenuto nel 2009, il rapper Frankie hi-nrg mc ha commentato gli avvenimenti e, fra le critiche fatte intorno al TruceKlan, c'è la seguente:
 Il rapper ha inoltre criticato il loro modo di comportarsi da delinquenti statunitensi usando le seguenti parole:
In seguito a questa vicenda, Duke Montana ha risposto alle critiche di Frankie hi-nrg mc attraverso il brano Diss Track, nel quale critica il rapper dicendo che egli è un benestante e che quindi non può comprendere determinate situazioni. Inoltre alla fine del video M3 di Noyz Narcos, quest'ultimo spacca un disco di Frankie hi-nrg mc, insultando la sua musica.

### L'uscita di Duke Montana
Tramite la sua pagina Facebook ufficiale Duke Montana, nell'ottobre del 2011, dichiara di esser uscito dal collettivo per motivi non specificati. Attraverso la propria pagina Facebook, il TruceKlan ha confermato il fatto, aggiungendo tuttavia che Duke Montana era stato cacciato. Il motivo sarebbe il dissing fatto da Noyz Narcos nella canzone Snakes in collaborazione con BarraCruda (Rak-Marciano-ArneBeats) contenuta nel BarreCrude Mixtape Vol. 2. Nel dissing, Noyz dice che ci sono persone che architettano cose alle sue spalle e che usano la sua immagine per avere fama. Duke Montana ha subito risposto con il dissing Stai messo male, dove attacca Noyz dicendogli che non è un vero duro e non si merita di rappresentare Roma per quanto riguarda l'hip hop.

## Stile musicale e tematiche trattate
Il TruceKlan si autodefinisce un collettivo hardcore hip hop e prende perciò le distanze dall'hip hop mainstream portando avanti la scena underground romana. Inoltre, annovera al suo interno un variegato team di produttori, tutti con uno stile unico e sempre alla ricerca di nuove sonorità, nei beat si possono trovare fusioni tra hip hop, heavy metal, techno e campionamenti da vecchi film di serie B anni settanta, classici del cinema dell'orrore e splatter.
La tematica principale trattata dal TruceKlan è il disagio giovanile e l'odio verso lo stato ed i suoi rappresentanti (che siano essi politici o più semplicemente forze dell'ordine). Questo continuo richiamo all'illegalità e allo sfruttamento di temi in alcuni casi poco innovativi è stato spesso frutto di polemiche. Inoltre, i vari testi composti dai componenti del TruceKlan mostrano l'amore verso l'heavy metal: infatti vengono citati molti gruppi musicali (come Dying Fetus, Megadeth, Slayer, Sepultura o Six Feet Under) e caratteristiche del genere, come il pogo o l'headbanging.
Con uno stile che sfocia nell'horrorcore per i suoi riferimenti all'abuso di droghe, la sofferenza psichica dovuta al contesto sociale e al satanismo di serie B, il gruppo ha avuto una grande influenza nello scenario hip hop italiano; influenzando direttamente Sick Luke, figlio dell'ex-membro della crew Duke Montana e che diventerà il producer ufficiale della Dark Polo Gang. Quest'ultimo gruppo infatti riprende molti elementi dall'immaginario TruceKlan adattandoli al proprio contesto storico. Sick Luke rivelerà in seguito, nella propria autobiografia, di aver incontrato personalmente i membri del TruceKlan e di aver avuto le prime esperienze legate alla musica con loro.

## Discografia
- 2008 – Ministero dell'inferno

## Filmografia
- Dope Boys Alphabet regia di Marco Proserpio (2021), documentario